# Rivellia depicta
Rivellia depicta är en tvåvingeart som beskrevs av Willi Hennig 1945. Rivellia depicta ingår i släktet Rivellia och familjen bredmunsflugor. Inga underarter finns listade i Catalogue of Life.